# Германская служба академических обменов
Немецкая служба академических обменов (нем. Deutscher Akademischer Austauschdienst, сокр DAAD) — крупнейшее всегерманское объединение на правах общественной организации по поддержке международных академических обменов. Занимается обменом научных работников и студентов.

## Штаб-квартира и региональные офисы

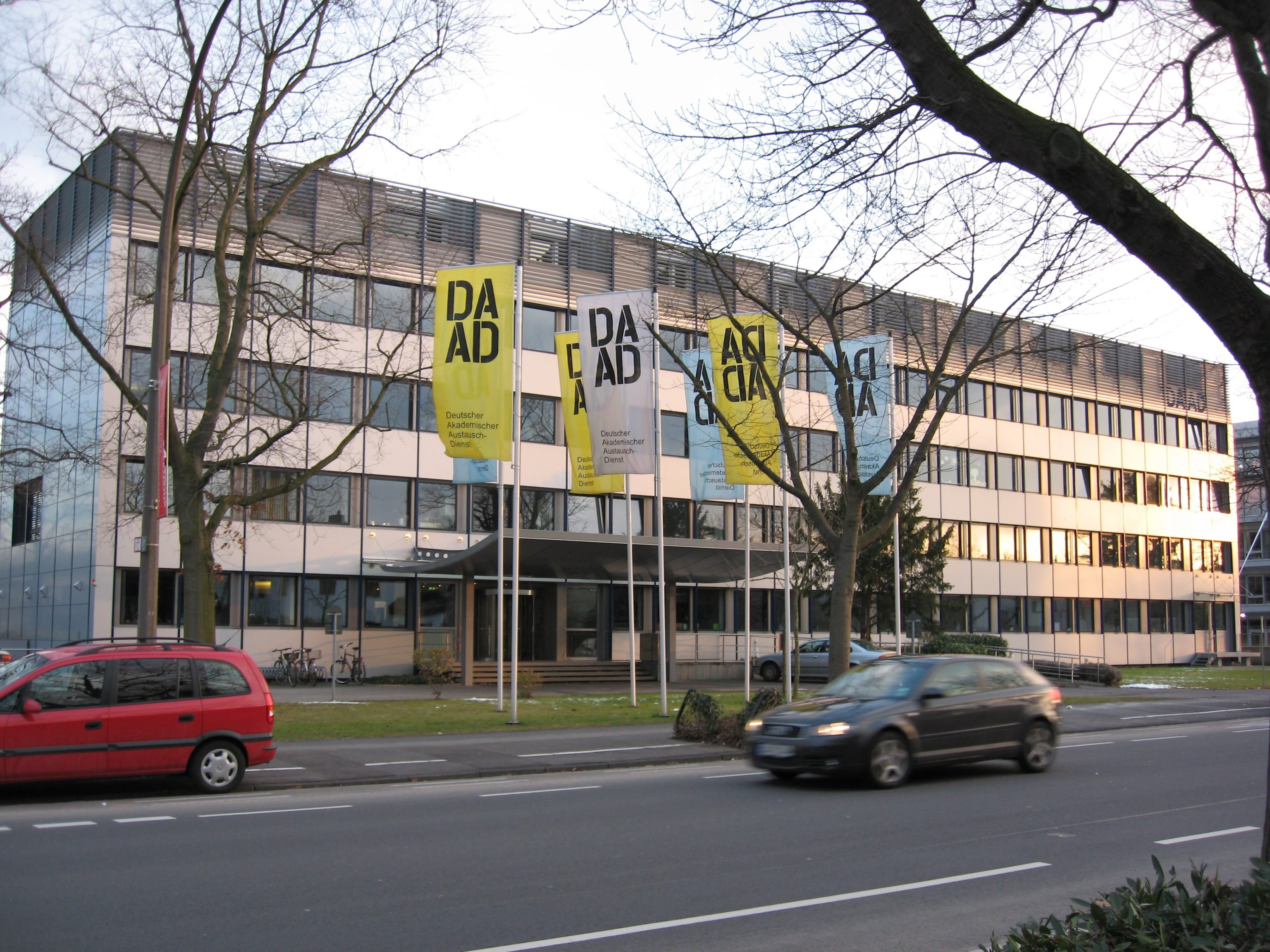
Штаб-квартира DAAD в Бонне.

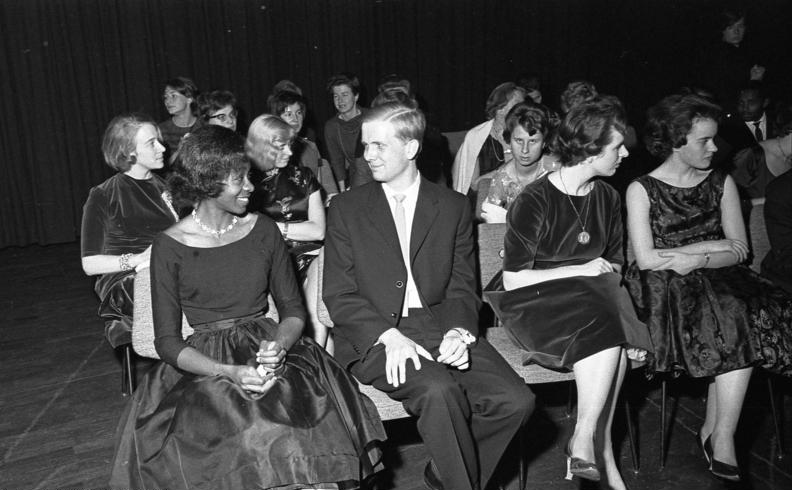
Стипендианты DAAD, 1961 год.

Штаб-квартира DAAD расположена в Бонне, у организации есть также около 15 региональных офисов, которые служат для информирования об учебных программах в Германии. Региональный офис для Северной Америки расположен в Нью-Йорке.
Михаэль Клеес, руководитель бюро DAAD в Республике Беларусь, так описывает цели деятельности регионального бюро DAAD
:

Главными целями деятельности DAAD являются поддержка молодого поколения в Германии и за рубежом в сферах науки и культуры, экономики и политики, воспитание его в духе открытости и взаимопонимания, а также повышение интернациональности и престижности немецких вузов, поддержка германистики, немецкого языка, литературы и страноведения Германии в зарубежных высших учебных заведениях.
DAAD предоставляет стипендии практически всем категориям так или иначе относящимся к науке и университетской деятельности, начиная от студентов 2-го курса, оканчивая профессорами и докторами наук. Наиболее распространённая стипендия от ДААД — это стипендия, выдаваемая студентам, желающим посетить Германию летом, т. н. летний курс, в ходе которого основной задачей является приобретение, улучшение навыков немецкого языка, ознакомление с культурой и традициями, как правило длительность курсов составляет 3—4 недели, а сумма стипендии на этот период 850 евро, что практически полностью может покрыть расходы на жилье, питание, транспорт. Кроме этого необходимо оплатить с этих денег собственно сам языковой курс. Стоимость жилья, питание, курса зависят от выбранного города. Наиболее дорогим городом является Мюнхен, стипендия покрывает только небольшую часть расходов.